# Rose Tremain
Rose Tremain (ur. 2 sierpnia 1943 w Londynie) – brytyjska pisarka, scenarzystka radiowa i telewizyjna, nauczycielka akademicka, prawnuczka biskupa anglikańskiego Williama Thomsona.
Studiowała na Sorbonie. W 1967 ukończyła studia licencjackie z zakresu anglistyki Uniwersytecie Wschodniej Anglii. Otrzymała nagrody literackie: The Sunday Express Fiction Award  (za powieść historyczną Powrót), James Tait Black Memorial Prize, Prix Femina Étranger (obie za powieść Sacred Country), Good Housekeeping Book Award, Orange Prize (obie za powieść Droga do domu), Whitbread Award (za powieść Muzyka i cisza), Giles Cooper Award, Dylan Thomas Award oraz dwukrotnie Angel Literary Award. W 1983 znalazła się na liście dwudziestu najlepszych młodych brytyjskich powieściopisarzy magazynu Granta. Jej książka Powrót doczekała się adaptacji filmowej (polski tytuł filmu – Czas przemian). W 2007 została Komandorem Orderu Imperium Brytyjskiego.
Jest dwukrotnie rozwiedziona i ma córkę. Jej obecnym partnerem jest pisarz–biografista Richard Holmes.

## Powieści
- Sadler’s Birthday (1976)
- Letter to Sister Benedicta (1978)
- The Cupboard (1981)
- The Swimming Pool Season (1985)
- Journey to the Volcano (1985)
- Restoration (1989; wydanie polskie 1996 Powrót)
- Sacred Country (1992)
- The Way I Found Her (1997; wydanie polskie 2003 Jej portret)
- Music and Silence (1999; wydanie polskie 2003 Muzyka i cisza)
- The Colour (2003)
- The Road Home (2007; wydanie polskie 2010 Droga do domu)
- Trespass (2010)
- Merivel (2012)
- The Gustav Sonata (2016; wydanie polskie 2017 Sonata Gustava)

## Zbiory opowiadań
- The Colonel’s Daughter (1984)
- The Garden of the Villa Mollini (1987)
- Evangelista’s Fan (1994)
- Collected Short Stories (1996)
- The Darkness of Wallis Simpson (2005)
- Great Escapes (wraz z dziewięcioma innymi autorami; 2008)
- Ox-Tales: Earth (wraz z dziewięcioma innymi autorami; 2009)
- The American Lover  (2014; wydanie polskie 2016 Lato zimą)

## Książki ilustrowane
- The Kite Flyer (1996)
- Knife Skills (1999)

## Nowele
- How It Stacks Up (2011)
- Peerless (2011)

## Literatura faktu
- The fight for freedom for women (1973)
- Stalin (1975)